# Ярослав Хейровски
Ярослав Хейровски (на чешки: Jaroslav Heyrovský) е първият чешки учен, удостоен с Нобелова награда за химия за 1959 година „за откритието на полярографията“.

## Биография
Роден е на 20 декември 1890 година в Прага, Чехия. Изучава химия, физика и математика в Карловия университет в Прага, след което следва в Университетски колеж Лондон, където през 1913 г. завърша бакалавърска степен на науките. Проявява голям интерес към електрохимията. През 1918 г. приключва образованието си като няколко години по-късно получава втората си докторска степен. След завършване решава да присъедини на работа в Карловия университет, като с престоя си там е назначен за професор по физика. Няколко години след това се издига и до шеф на Полярографския институт. През 1963 г. се оттегля, но до смъртта си продължава да присъства ежедневно в института.
Още през 1947 и 1956 година той е номиниран за Нобелова награда за химия, получава я през 1959 г.
Умира на 27 март 1967 година в Прага на 76-годишна възраст.

## Признание
Ярослав Хейровски е избран за член на Университетски колеж Лондон (1927), за почетен доктор на науките в Дрезденския технически университет (1955), университетите във Варшава (1956), Марсилия (1959) и Париж (1960). Също така става почетен член на Американската академия за изкуства и науки (1933), Унгарската академия на науките (1955), Индийската академия на науките в Бангалор (1955), Полската академия на науките във Варшава (1962), за член-корреспондент на Германската академия на науките в Берлин (1955), за член на Германската академия за естествени науки (1956), за чуждестранен член на Датската кралска академия на науките в Копенхаген (1962).
Хейровски е вицепрезидент на Международния съюз на физиците (1951 – 1957), президент и първи почетен член на Полярографското дружество в Лондон, почетен член на Полярографското дружество на Япония, Дружеството на химиците в Чехословакия, както и на тези на Полша, Австрия, Англия и Индия. В Чехословакия ученият е награден с Държавна премия първа степен (1951) и Ордена на република Чехословакия (1955, 1960).
Ярослав Хейровски чете лекции за полярографията в САЩ (1933), СССР (1934), Англия (1946), Швеция (1947), КНР (1958), ЮАР (1960) и Египет (1961). В негова чест со наречени кратер на Луната и минералът хейровскит.